# Закляття 2: Енфілдська справа
«Закляття 2: Енфілдська справа» (англ. The Conjuring 2) — американський фільм жахів, знятий Джеймсом Ваном. Стрічка є продовженням «Закляття» (2013). Прем'єра фільму в Україні відбулась 9 червня 2016 року. Фільм розповідає про подружжя Ворренів, які приїжджають до Енфілда для боротьби з могутнім демоном. За основу взята реальна історія «Енфілдського полтергейсту», але з переважною долею художнього вимислу.

## Сюжет
1976 рік. Дослідники паранормальних явищ Ед і Лоррейн Воррен розслідують вбивства в Амітівіллі, коли Рональд Дефео розстріляв усю свою родину. Під час спіритичного сеансу на Лоррейн нападає невідомий демон у вигляді монахині, а після цього вона бачить видіння — смерть свого чоловіка, Еда.
Через рік, у 1977-му, сім'я Годжсонів помічає дивні речі у своєму будинку в Лондоні. Джанет, друга старша донька з чотирьох дітей в родині, ходить і розмовляє уві сні з привидом у вигляді розлюченого старого, який стверджує, що це його будинок. Зрештою, усі діти та їх матір стають свідками паранормальних явищ, через що тікають до сусідів. Коли журналісти беруть інтерв'ю в Годжсонів, у Джанет вселяється привид старого, який говорить, що його звати Білл Вілкінс і колись він жив і вмер у цьому будинку, і тому хоче його повернути. Місцева церква наймає Ворренів, щоб перевірити, чи дійсно Джанет є одержимою нечистим духом. Лоррейн бачить ще одне видіння — знову того самого невідомого демона у вигляді монахині.
Воррени разом з двома іншими дослідниками паранормальних явищ, Морісом Гроссом і Анітою Грегорі, залишаються в Годжсонів. Грегорі вдається засняти на відео «одержимість» Джанет, але коли вони всі разом дивляться запис, то виявляється, що Джанет прикидалася. Ед і Лоррейн збираються їхати додому, але вони дізнаються, що привид змусив дівчинку це зробити, і що справжнім привидом є не старий Білл Вілкінс, а демон у вигляді монахині, якого Лоррейн бачила у своїх видіннях.
Ед і Лоррейн повертаються до Годжсонів, але будинок, де знаходиться одержима Джанет, зачинений. Еду з труднощами вдається пробратися у дім і схопити за руку одержиму дівчинку, яка хотіла стрибнути на палю з другого поверху. Але Ед ледве тримається за віконну занавіску, яка потроху рветься. Тоді Лоррейн згадує, що під час одного із видінь вона несвідомо записала ім'я демонічної монашки — Валак — у своїй Біблії. Вона входить у дім і викликає демона по імені, відправляючи того до пекла. Лоррейн допомагає Еду і Джанет втриматись, щоб не впасти на палю.
У текстовому епілозі зазначається, що Пеггі Годжсон прожила до кінця свого життя у цьому будинку, померши у тому самому кріслі, де й Білл Вілкінс. Повернувшись додому, Ед додає в колекцію зоотроп з будинку Годжсонів, і ставить його поряд з музичною шкатулкою (річ з першої частини «Закляття») та лялькою Анабель (річ зі спін-офу — «Анабель»).

## У ролях
| Актор              | Роль                                                |
| ------------------ | --------------------------------------------------- |
| Віра Фарміґа       | Лоррейн Воррен                                      |
| Патрік Вілсон      | Ед Воррен                                           |
| Медісон Вулф       | Джанет Годжсон донька Пеггі                         |
| Френсіс О'Коннор   | Пеггі Годжсон                                       |
| Лорен Еспозіто     | Маргарет Годжсон донька Пеггі                       |
| Бенжамін Гейг      | Біллі Годжсон син Пеггі                             |
| Патрік Маколі      | Джонні Годжсон син Пеггі                            |
| Саймон Макберні    | Моріс Гросс британський дослідник паранормального   |
| Франка Потенте     | Аніта Грегорі британська дослідниця паранормального |
| Марія Дойл-Кеннеді | Пеггі Ноттінгем (сусідка Годжсонів)                 |
| Саймон Делані      | Вік Ноттінгем (чоловік сусідки)                     |
| Шеннон Кук         | Дрю Томас                                           |
| Стерлінг Джерінс   | Джуді Воррен (донька Еда та Лоррейн)                |

## Виробництво
Зйомки фільму почались 21 вересня 2015 року в Лос-Анджелесі і закінчились 1 грудня того ж року.

## Критика
Фільм отримав позитивні відгуки від кінокритиків. На вебсайті Rotten Tomatoes стрічка має рейтинг 80% за підсумком 206 рецензій, а її середній бал становить 6,7/10. На Metacritic фільм отримав 65 балів зі 100 на підставі 38 рецензій, що вважається «загальним схваленням».

## Продовження
15 червня 2016 року було повідомлено, що в розробці перебуває спін-оф «Монахиня» (англ. The Nun), який розповідатиме про демона Валака в подобі черниці з фільму «Закляття 2». Сценаристом нового фільму названий Девід Леслі Джонсон, продюсерами — Джеймс Ван і Пітер Сафран. Світова прем'єра фільму «Монахиня» відбулася 9 вересня 2018 року.